# 곽인호 (배우)
곽인호(1963년 1월 9일 ~ )는 대한민국의 배우이다.

## 출연작

### 드라마
- 《근초고왕》 (KBS, 2010년) 미천왕 역

### 영화
- 《모던 보이》 (2008년) 시마 국장 역